# Бунино (Фатежский район)
Бу́нино — деревня в Фатежском районе Курской области России. Входит в состав Солдатского сельсовета.

## География
Деревня находится в верховье ручья Ореховского (правый приток речки Руда в бассейне Усожи), в 85 км от российско-украинской границы, в 42 км к северо-западу от Курска, в 23 км к юго-западу от районного центра — города Фатеж, в 18 км от центра сельсовета — села Солдатское. Высота над уровнем моря — 220 м. Протяженность деревни составляет около 2 км.
Климат
Бунино, как и весь район, расположено в поясе умеренно континентального климата с тёплым летом и относительно тёплой зимой (Dfb в классификации Кёппена).
Часовой пояс
Деревня Бунино, как и вся Курская область, находится в часовой зоне МСК (московское время). Смещение применяемого времени относительно UTC составляет +3:00.

## Население
| 1905 | 1979 | 1989 | 2002 | 2010 |
| ---- | ---- | ---- | ---- | ---- |
| 388  | ↘225 | ↘120 | ↘69  | ↘25  |

## Инфраструктура
Личное подсобное хозяйство. В деревне 41 дом.

## Транспорт
Бунино находится в 20,5 км от автодороги федерального значения М2 «Крым» (Москва — Тула — Орёл — Курск — Белгород — граница с Украиной) как часть европейского маршрута E105, в 19,5 км от автодороги регионального значения 38К-038 (Фатеж — Дмитриев), в 3 км от автодороги межмуниципального значения 38Н-679 (38К-038 — Солдатское — Шуклино), в 23 км от ближайшего ж/д остановочного пункта 552 км (линия Навля — Льгов I).
В 155 км от аэропорта имени В. Г. Шухова (недалеко от Белгорода).